# Братиславска лира
„Бра̀тиславска лѝра“ (на словашки: Bratislavská lýra) е музикален фестивал, провеждан от 1966 до 1998 г. (с двугодишно прекъсване през 1994 и 1995 г.) в Братислава в бивша Чехословакия и днешна Словакия с общо 31 издания.
Замислен е и организиран от композиторите Ян Сивачек и Павол Зеленай. Програмата му се състои от два конкурса – национален и международен. В националния участват чехословашки изпълнители, а в международния – както чехословашки изпълнители, така и от различни страни, включително и от България. И за двата се присъждат главните награди „Златна лира“, „Сребърна лира“, „Бронзова лира“, а също и Награда на критиката, Награда на журналистите, Награда на публиката, Награда за цялостно творчество и други.
Първото му издание се провежда през юни 1966 г. в Парка за култура и отдих (разрушен през 2022 г.). Победител в националната надпревара е Карел Гот с песента Mám rozprávkový dom („Имам приказен дом“), а победителка в международния конкурс и носителка на наградата „Златен ключ“ е Лили Иванова с песента „Адажио“ по музика на Ангел Заберски и текст на Йордан Милев.
Сред българските изпълнители, взели участие през годините, се нареждат Лили Иванова, Мими Иванова, Нели Рангелова, Маргарита Хранова, Петя Буюклиева, Вили Кавалджиев, Орлин Горанов, Маргарита Димитрова, братя Аргирови, „Фоноекспрес“, Богдана Карадочева, Доника Венкова и други, някои от които са удостоени с награди.
През 1974 г. се случва за първи път двама изпълнители да спечелят наградата „Златна лира“. Същото се повтаря и за другите две награди през някои години.
През 1975 г. фестивалът получава наградата на Международната федерация на фестивалните организации (FIDOF). Същата година се присъждат и по две сребърни и бронзови лири.
Извън надпреварата на събитието гостуват множество известни за времето си изпълнители и групи от Запада.
След политическите събития от 1989 г. интересът към фестивала намалява значително.
По време на предпоследното издание от 1997 г. победителката в международния конкурс Катарина Хаспрова е избрана да представи Словакия на 43-тото издание на „Евровизия“ през следващата година с песента Modlitba („Молитва“), с която се класира на 21-во от общо 25 места.

## Място на провеждане
- Парк за култура и отдих (разрушен през 2016 г.) – от 1966 до 1970 г., от 1973 до 1975 г., 1978, 1979, 1990, 1991 г.
- Редута – 1971, 1972 г.
- Спортна зала „Пасиенки“ – 1976, 1977, 1979, 1989 г.
- Зимен стадион в квартал „Ружинов“ – 1980 г.
- Дом на профсъюзите „Истрополис“ (разрушен през 2022 г.) – от 1981 до 1988 г., 1992 г., от 1996 до 1998 г.

- Паркът за култура и отдих през 2009 г.
- Редутата през 2015 г.
- Спортна зала „Пасиенки“ през 2022 г.
- Зимният стадион в „Ружинов“ през 2011 г.
- Домът на профсъюзите „Истрополис“ през 2010 г.

## Победители
Някои победители имат по две награди и от двата конкурса.

### Национален конкурс
| Издание                                      | Дата              | Година | Награда | Изпълнител | Песен |
| -------------------------------------------- | ----------------- | ------ | --- | --- | --- |
| 1-во                                         | 23 – 26 юни       | 1966   | „Златна лира“ | Карел Гот | Mám rozprávkový dom („Имам приказен дом“) |
| 1-во                                         | 23 – 26 юни       | 1966   | „Сребърна лира“ | Хелена Вондрачкова и Марта Кубишова | Oh, baby, baby („О, скъпи, скъпи“) |
| 1-во                                         | 23 – 26 юни       | 1966   | „Бронзова лира“ | Валдемар Матушка | Už modrej činžák zhas' („Синята кооперация вече угасна“) |
| 2-ро                                         | 14 – 17 юни       | 1967   | „Златна лира“ | Ева Пиларова | Rekviem („Реквием“) |
| 2-ро                                         | 14 – 17 юни       | 1967   | „Сребърна лира“ | Валдемар Матушка | Don-diri-don („Дон-дири-дон“) |
| 2-ро                                         | 14 – 17 юни       | 1967   | „Бронзова лира“ | Марта Кубишова и Валдемар Матушка | Nech tu lásku spát („Остави любовта да спи“) |
| 3-то                                         | 13 – 16 юни       | 1968   | „Златна лира“ | Марта Кубишова | Cesta („Път“) |
| 3-то                                         | 13 – 16 юни       | 1968   | „Сребърна лира“ | Хелена Вондрачкова и Валдемар Матушка | To se nikdo nedoví („Никой няма да узнае“) |
| 3-то                                         | 13 – 16 юни       | 1968   | „Сребърна лира“ | Карел Чернох | Docela obyčejná píseň („Съвсем обикновена песен“) |
| 3-то                                         | 13 – 16 юни       | 1968   | „Бронзова лира“ | Валдемар Матушка | Hou, hou („Хоу, хоу“) |
| 4-то                                         | 18 – 21 юни       | 1969   | „Златна лира“ | Карел Чернох | Píseň o mé zemi („Песен за моята земя“) |
| 4-то                                         | 18 – 21 юни       | 1969   | „Сребърна лира“ | Надя Урбанкова | Mosaznej džbán („Месингова стомна“) |
| 4-то                                         | 18 – 21 юни       | 1969   | „Бронзова лира“ | Карел Гот | Hej, páni konšelé („Хей, господа съветници“) |
| 5-о                                          | 10 – 13 юни       | 1970   | „Златна лира“ | Марцела Лайферова | Slová („Думи“) |
| 5-о                                          | 10 – 13 юни       | 1970   | „Сребърна лира“ | Марта и Тена Елефтериаду | To všetko bolo včera („Всичко беше вчера“) |
| 5-о                                          | 10 – 13 юни       | 1970   | „Бронзова лира“ | Итка Зеленкова | S létem zpívám („Пея с лятото“) |
| 6-о                                          | 8 – 11 юни        | 1971   | „Златна лира“ | Хана Улрихова | Spoutej mě („Плени ме“) |
| 6-о                                          | 8 – 11 юни        | 1971   | „Сребърна лира“ | Ева Мазикова | Orfeus a Eurydika („Орфей и Евридика“) |
| 6-о                                          | 8 – 11 юни        | 1971   | „Бронзова лира“ | Виктор Содома | Vánek („Полъх“) |
| 7-о                                          | 7 – 10 юни        | 1972   | „Златна лира“ | Ева Мазикова | Krédo („Верую“) |
| 7-о                                          | 7 – 10 юни        | 1972   | „Сребърна лира“ | Зденка Лоренцова | Koukol („Къклица“) |
| 7-о                                          | 7 – 10 юни        | 1972   | „Бронзова лира“ | Иво Хелер | V mene človeka („В името на човека“) |
| 8-о                                          | 30 май – 2 юни    | 1973   | „Златна лира“ | Павел Бартон | Tou dálkou („По този път“) |
| 8-о                                          | 30 май – 2 юни    | 1973   | „Сребърна лира“ | Карол Духон и Ева Костоланиова | Chvála humoru („Похвала за хумора“) |
| 8-о                                          | 30 май – 2 юни    | 1973   | „Бронзова лира“ | Алеш Улм | Šálek šípkového čaje („Чаша шипков чай“) |
| 9-о                                          | 29 май – 1 юни    | 1974   | „Златна лира“ | Карол Духон | Zem pamätá („Земята помни“) |
| 9-о                                          | 29 май – 1 юни    | 1974   | „Златна лира“ | Хелена Вондрачкова | Malovaný džbánku („Рисувана стомничке“) |
| 9-о                                          | 29 май – 1 юни    | 1974   | „Сребърна лира“ | Марта и Тена Елефтериаду | Náměstí („Площад“) |
| 9-о                                          | 29 май – 1 юни    | 1974   | „Бронзова лира“ | Ева Костоланиова | Dobré ráno želám („Добро утро желая“) |
| 10-о                                         | 28 – 31 май       | 1975   | „Златна лира“ | Валдемар Матушка | Pláňka („Ябълково дърво“) |
| 10-о                                         | 28 – 31 май       | 1975   | „Сребърна лира“ | Яна Коцианова | Májový vánok („Майски полъх“) |
| 10-о                                         | 28 – 31 май       | 1975   | „Сребърна лира“ | Хелена Вондрачкова | Láska zůstává dál („Любовта остава“) |
| 10-о                                         | 28 – 31 май       | 1975   | „Бронзова лира“ | Марта и Тена Елефтериаду | Táto, pojď si hrát („Тате, хайде да си поиграем“) |
| 10-о                                         | 28 – 31 май       | 1975   | „Бронзова лира“ | Хана Улрихова | Nestůj, běž dál („Не стой, бягай“) |
| 11-о                                         | 9 – 12 юни        | 1976   | „Златна лира“ | Яна Коцианова | Pár nôt („Няколко ноти“) |
| 11-о                                         | 9 – 12 юни        | 1976   | „Сребърна лира“ | Хана Улрихова и Петър Улрих | Javory („Явори“) |
| 11-о                                         | 9 – 12 юни        | 1976   | „Бронзова лира“ | Вера Шпинарова | Lúčenie („Раздяла“) |
| 12-о                                         | 9 – 12 юни        | 1977   | „Златна лира“ | „Модус“ | Úsmev („Усмивка“) |
| 12-о                                         | 9 – 12 юни        | 1977   | „Сребърна лира“ | Карел Зих | Máš chuť majoránky („Ухаеш на майорана“) |
| 12-о                                         | 9 – 12 юни        | 1977   | „Бронзова лира“ | Марика Клесниакова | Pieseň z obloka („Песен от небето“) |
| 13-о                                         | 31 май – 3 юни    | 1978   | „Златна лира“ | Марика Гомбитова | Študentská láska („Студентска любов“) |
| 13-о                                         | 31 май – 3 юни    | 1978   | „Сребърна лира“ | Павел Новак | Jdou panenky trávou („Вървят кукли по тревата“) |
| 13-о                                         | 31 май – 3 юни    | 1978   | „Бронзова лира“ | Дана Матейкова | Jsou lásky, co léty nepominou („Има любови, които не минават с годините“)                                                                                               |
| 14-о                                         | 30 май – 2 юни    | 1979   | „Златна лира“ | Лешек Семелка | Šaty z šátků („Рокли от парцали“) |
| 14-о                                         | 30 май – 2 юни    | 1979   | „Сребърна лира“ | Марика Гомбитова | Vyznanie („Изповед“) |
| 14-о                                         | 30 май – 2 юни    | 1979   | „Бронзова лира“ | Валерие Чижмарова | Žádný ptáčník nemá křídla („Никой птичар няма криле“) |
| 15-о                                         | 21 – 24 май       | 1980   | „Златна лира“ | Марцела Кралова | Monogram D+M („Монограм Д+М“) |
| 15-о                                         | 21 – 24 май       | 1980   | „Сребърна лира“ | „Елан“ | Kaskadér („Каскадьор“) |
| 15-о                                         | 21 – 24 май       | 1980   | „Бронзова лира“ | Марика Гомбитова и Ян Лехотски | Tajomstvo hier („Тайната на игрите“) |
| 16-о                                         | 20 – 23 май       | 1981   | „Златна лира“ | Вацлав Нецкарж | Tvým dlouhým vlasům („За твоите дълги коси“) |
| 16-о                                         | 20 – 23 май       | 1981   | „Сребърна лира“ | Вера Шпинарова | Meteor lásky („Метеор на любовта“) |
| 16-о                                         | 20 – 23 май       | 1981   | „Бронзова лира“ | Павол Хамел | Cirkus Leto („Цирк „Лято“) |
| 17-о                                         | 26 – 29 май       | 1982   | „Златна лира“ | Хана Улрихова и Петър Улрих | Kámen („Камък“) |
| 17-о                                         | 26 – 29 май       | 1982   | „Сребърна лира“ | Мирослав Жбирка | Atlantída („Атлантида“) |
| 17-о                                         | 26 – 29 май       | 1982   | „Бронзова лира“ | „Модус“ | Zrkadlo rokov („Огледалото на годините“) |
| 17-о                                         | 26 – 29 май       | 1982   | „Бронзова лира“ | Павол Химел | Dnes už viem („Днес вече знам“) |
| 18-о                                         | 25 – 28 май       | 1983   | „Златна лира“ | Мирослав Жбирка | Nechodí („Не върви“) |
| 18-о                                         | 25 – 28 май       | 1983   | „Сребърна лира“ | Карел Зих | Jeden tón („Един тон“) |
| 18-о                                         | 25 – 28 май       | 1983   | „Сребърна лира“ | „ТИС '80“ | Najlepší zo všetkých svetov („Най-добрият от всички светове“) |
| 18-о                                         | 25 – 28 май       | 1983   | „Бронзова лира“ | Лешек Семелка | Jména („Имена“) |
| 19-о                                         | 29 май – 1 юни    | 1984   | „Златна лира“ | Юлия Хечкова | Spútaná láskou („Пленена от любовта“) |
| 19-о                                         | 29 май – 1 юни    | 1984   | „Сребърна лира“ | Ленка Филипова | Věnování („Посвещение“) |
| 19-о                                         | 29 май – 1 юни    | 1984   | „Бронзова лира“ | Ева Хурихова и Ян Нецкарж | To chce mít svůj systém („Иска да има своя система“) |
| 20-о                                         | 28 – 30 май       | 1985   | „Златна лира“ | „Олимпик“ | Co je vůbec v nás („Каквото и да е в нас“) |
| 20-о                                         | 28 – 30 май       | 1985   | „Сребърна лира“ | Вашо Патейдъл | Chlapčenský úsmev („Момчешка усмивка“) |
| 20-о                                         | 28 – 30 май       | 1985   | „Бронзова лира“ | Мирка Брезовска и „Мона Лиза“ | Od piesne k piesni („От песен към песен“) |
| 21-во                                        | 27 – 30 май       | 1986   | „Златна лира“ | Петра Яну | S láskou má svět nadějí („С любов светът има надежда“) |
| 21-во                                        | 27 – 30 май       | 1986   | „Сребърна лира“ | „Елан“ | Detektívka („Детективка“) |
| 21-во                                        | 27 – 30 май       | 1986   | „Бронзова лира“ | Робо Григоров и „Миди“ | Posledný valčík pre Európu („Последен валс за Европа“) |
| 22-ро                                        | 27 – 29 май       | 1987   | „Златна лира“ | Вашо Патейдъл | Umenie žiť („Изкуството да живееш“) |
| 22-ро                                        | 27 – 29 май       | 1987   | „Сребърна лира“ | Робо Григоров | Espresso Orient („Еспресо Ориент“) |
| 22-ро                                        | 27 – 29 май       | 1987   | „Бронзова лира“ | Берцо Балог | Milionár („Милионер“) |
| 23-то                                        | 25 – 27 май       | 1988   | „Златна лира“ | Берцо Балог | Farbami dýcha noc („Нощта диша цветове“) |
| 23-то                                        | 25 – 27 май       | 1988   | „Сребърна лира“ | Хана Кршижкова | Jablko lásky („Ябълката на любовта“) |
| 23-то                                        | 25 – 27 май       | 1988   | „Бронзова лира“ | Соня Хорнякова и група „Ника“ | Dnes je láska príťaž („Днес любовта е бреме“) |
| 24-то                                        | 9 – 11 юни        | 1989   | „Златна лира“ | „Банкет“ | Aj ty! („И ти!“) |
| 24-то                                        | 9 – 11 юни        | 1989   | „Сребърна лира“ | „Елан“ | Van Goghovo ucho („Ухото на Ван Гог“) |
| 24-то                                        | 9 – 11 юни        | 1989   | „Бронзова лира“ | „Жентоур“ | Promilujem' celou noc („Ще се любим цяла нощ“) |
| 25-о                                         | 4 – 6 септември   | 1990   | „Златна лира“ | Бара Басикова и „Прецеденс“ | Tajemství („Тайна“) |
| 25-о                                         | 4 – 6 септември   | 1990   | „Сребърна лира“ | Давид Колер и „Луцие“ | Mít tě sám („Да си само моя“) |
| 25-о                                         | 4 – 6 септември   | 1990   | „Бронзова лира“ | „Мъни Фактър“ | Proti prúdu („Срещу течението“) |
| 26-о                                         | 4 – 7 септември   | 1991   | Национален конкурс не се състои и наградите не се присъждат. | Национален конкурс не се състои и наградите не се присъждат. | Национален конкурс не се състои и наградите не се присъждат. |
| 27-о                                         | 12 – 14 юни       | 1992   | Наградите не се присъждат, вместо тях се провежда конкурс за най-добър видеоклип.                                                                                       | Наградите не се присъждат, вместо тях се провежда конкурс за най-добър видеоклип.                                                                                       | Наградите не се присъждат, вместо тях се провежда конкурс за най-добър видеоклип.                                                                                       |
| 28-о                                         | 10 – 13 юни       | 1993   | Наградите не се присъждат, вместо тях се провежда класация за най-добър поп изпълнител или група.                                                                       | Наградите не се присъждат, вместо тях се провежда класация за най-добър поп изпълнител или група.                                                                       | Наградите не се присъждат, вместо тях се провежда класация за най-добър поп изпълнител или група.                                                                       |
| През 1994 и 1995 г. фестивалът не се състои. |                   |        | | | |
| 29-о                                         | 28 и 29 септември | 1996   | Националният конкурс не се състои. Вместо него през първата вечер е изнесен концерт с победители от предишни издания, а втората вечер се състои международният конкурс. | Националният конкурс не се състои. Вместо него през първата вечер е изнесен концерт с победители от предишни издания, а втората вечер се състои международният конкурс. | Националният конкурс не се състои. Вместо него през първата вечер е изнесен концерт с победители от предишни издания, а втората вечер се състои международният конкурс. |
| 30-о                                         | 7 юни             | 1997   | Провежда се само международният конкурс. | Провежда се само международният конкурс. | Провежда се само международният конкурс. |
| 31-во                                        | 26 – 28 юни       | 1998   | Провежда се само международният конкурс. | Провежда се само международният конкурс. | Провежда се само международният конкурс. |

### Международен конкурс
| Издание                                      | Дата              | Година | Награда          | Изпълнител                           | Песен                                                              | Автори |
| -------------------------------------------- | ----------------- | ------ | ---------------- | ------------------------------------ | ------------------------------------------------------------------ | --- |
| 1-во                                         | 23 – 26 юни       | 1966   | „Златен ключ“    | Лили Иванова                         | „Адажио“                                                           | музика: Ангел Заберски текст: Йордан Милев                                                                                   |
| 2-ро                                         | 14 – 17 юни       | 1967   | „Златен ключ“    | Ева Пиларова                         | Rekviem („Реквием“)                                                | музика: Бохуслав Ондрачек текст: Ян Шнайдер                                                                                  |
| 8-о                                          | 30 май – 2 юни    | 1973   | „Златна лира“    | Павел Бартон                         | Tou dálkou („По този път“)                                         | музика: Зденек Марат текст: Владимир Пощулка                                                                                 |
| 8-о                                          | 30 май – 2 юни    | 1973   | „Сребърна лира“  | Джорджи Перузович                    | Di si bija kad je grmilo („Къде беше, когато гърмеше“)             | музика и текст: Ненад Вилович                                                                                                |
| 8-о                                          | 30 май – 2 юни    | 1973   | „Бронзова лира“  | Маргарита Хранова                    | „Попътен вятър“                                                    | музика: Найден Андреев текст: Кръстьо Станишев                                                                               |
| 9-о                                          | 29 май – 1 юни    | 1974   | „Златна лира“    | Клари Катона                         | Hull az elsárgult levél („Пада пожълтялото листо“)                 | музика: Миклош Малек текст: Ищван Ш. Над                                                                                     |
| 9-о                                          | 29 май – 1 юни    | 1974   | „Сребърна лира“  | Марушка Шинкович-Калоджера           | Ča je bilo, tega više ni („Каквото е било, вече го няма“)          | музика: Стипица Калоджера текст: Стиепо Мийович Кочан                                                                        |
| 9-о                                          | 29 май – 1 юни    | 1974   | „Бронзова лира“  | Карол Духон                          | Zem pamätá („Земята помни“)                                        | музика: Павол Зеленай текст: Тибор Грюнер                                                                                    |
| 10-о                                         | 28 – 31 май       | 1975   | „Златна лира“    | Евгений Мартинов                     | „Яблони в цвету“ („Цъфнали ябълки“)                                | музика: Евгений Мартинов текст: Иля Резник                                                                                   |
| 10-о                                         | 28 – 31 май       | 1975   | „Сребърна лира“  | Валдемар Матушка                     | Pláňka („Ябълково дърво“)                                          | музика: Бохуслав Ондрачек текст: Зденек Боровец                                                                              |
| 10-о                                         | 28 – 31 май       | 1975   | „Бронзова лира“  | Доника Венкова                       | „Тъжна песен“                                                      | музика: Александър Йосифов текст: Павел Матев                                                                                |
| 11-о                                         | 9 – 12 юни        | 1976   | „Златна лира“    | Яна Коцианова                        | Pár nôt („Няколко ноти“)                                           | музика: Павол Зеленай текст: Любош Земан                                                                                     |
| 11-о                                         | 9 – 12 юни        | 1976   | „Сребърна лира“  | Александър Градски                   | „Элегия“ („Елегия“)                                                | музика: Владимир Фелцман текст: Иля Резник, Александър Градски                                                               |
| 11-о                                         | 9 – 12 юни        | 1976   | „Бронзова лира“  | Даниел Клосек                        | Nie bój się zielonego cienia („Не се страхувай от зелената сянка“) | музика: Яцек Малиновски текст: Павел Ховил                                                                                   |
| 12-о                                         | 9 – 12 юни        | 1977   | „Златна лира“    | Андреас Холм                         | Siebenmal Morgenrot („Седем пъти зора“)                            | музика: Арнт Баузе текст: Дитер Шнайдер                                                                                      |
| 12-о                                         | 9 – 12 юни        | 1977   | „Сребърна лира“  | Мими Иванова                         | „Един ден от пролетта“                                             | музика и аранжимент: Развигор Попов текст: Светослав Шапкаров                                                                |
| 12-о                                         | 9 – 12 юни        | 1977   | „Бронзова лира“  | Александър Троицки                   | „Пой, земля“ („Пей, земьо“)                                        | музика: Анатолий Калварски текст: Иля Резник                                                                                 |
| 13-о                                         | 31 май – 3 юни    | 1978   | „Златна лира“    | Марика Гомбитова                     | Študentská láska („Студентска любов“)                              | музика: Павол Хамел текст: Камил Петерай                                                                                     |
| 13-о                                         | 31 май – 3 юни    | 1978   | „Сребърна лира“  | Роберт Мушкамбарян                   | „Фотографии любимых“ („Снимки на любимите ми“)                     | музика: Давид Тухманов текст: Владимир Харитонов                                                                             |
| 13-о                                         | 31 май – 3 юни    | 1978   | „Бронзова лира“  | Люпка Димитровска                    | Ćao („Чао“)                                                        | музика: Никица Калоджера текст: Ивица Краяч                                                                                  |
| 14-о                                         | 30 май – 2 юни    | 1979   | Не се присъждат. | Не се присъждат.                     | Не се присъждат.                                                   | Не се присъждат. |
| 15-о                                         | 21 – 24 май       | 1980   | „Златна лира“    | Марцела Кралова                      | Monogram D+M („Монограм Д+М“)                                      | музика: Ян Хала текст: Луцие Боровцова                                                                                       |
| 15-о                                         | 21 – 24 май       | 1980   | „Сребърна лира“  | Уве Йенсен                           | Man spricht so viel aus Liebe („Говорят много за любов“)           | музика: Герхард Зибхолц текст: Дитер Шнайдер                                                                                 |
| 15-о                                         | 21 – 24 май       | 1980   | „Бронзова лира“  | „Вокс“                               | Bananowy song („Бананова песен“)                                   | музика: Ришард Ринковски текст: Томаш Райер                                                                                  |
| 16-о                                         | 20 – 23 май       | 1981   | „Златна лира“    | „Фамили Сили“                        | Gut' Nacht, Amigo („Лека нощ, приятелю“)                           | музика: Матиас Шрам текст: Ингебург Бранонер                                                                                 |
| 16-о                                         | 20 – 23 май       | 1981   | „Сребърна лира“  | Дарко Домиян                         | »Zbogom« mi kažeš („Сбогом“ ми казваш“)                            | музика: Джордже Новкович текст: Желко Кръзнарич                                                                              |
| 16-о                                         | 20 – 23 май       | 1981   | „Бронзова лира“  | Марцела Лайферова                    | Na cestu („На пътя“)                                               | музика и текст: Ладислав Бриестенски                                                                                         |
| 17-о                                         | 26 – 29 май       | 1982   | „Златна лира“    | Рашид Бахри                          | Oiseau migrateur („Прелетна птица“)                                | музика: Рашид Бахри текст: Пиер Филипон                                                                                      |
| 17-о                                         | 26 – 29 май       | 1982   | „Сребърна лира“  | Хелена Вондрачкова                   | Sblížení („Сближаване“)                                            | музика: Витезслав Хадъл текст: Павел Жак                                                                                     |
| 17-о                                         | 26 – 29 май       | 1982   | „Бронзова лира“  | Пол Ив                               | London to Paris („От Лондон до Париж“)                             | музика и текст: Пол Ив |
| 18-о                                         | 25 – 28 май       | 1983   | „Златна лира“    | Яна Коцианова                        | Sklíčka dávnych stretnutí („Стъкла от далечни срещи“)              | музика: Ян Коварж текст: Любош Земан                                                                                         |
| 18-о                                         | 25 – 28 май       | 1983   | „Сребърна лира“  | Нели Рангелова                       | „Докога“                                                           | музика и аранжимент: Александър Бръзицов текст: Михаил Белчев                                                                |
| 18-о                                         | 25 – 28 май       | 1983   | „Бронзова лира“  | Катрин Вайгар                        | Sakemm („Освен ако“)                                               | музика и текст: Доминик Галеа                                                                                                |
| 19-о                                         | 29 май – 1 юни    | 1984   | „Златна лира“    | Петра Цигер и „Смоукингс“            | Der Himmel schweigt („Небето мълчи“)                               | музика: Андреас Шулте текст: Буркхард Лаш                                                                                    |
| 19-о                                         | 29 май – 1 юни    | 1984   | „Сребърна лира“  | Бьоргвин Халторсон и Йоухан Хелкасон | Sail On („Плавай нататък“)                                         | музика и текст: Йоухан Хелкасон                                                                                              |
| 19-о                                         | 29 май – 1 юни    | 1984   | „Бронзова лира“  | Итка Зеленкова                       | Rád („Обичам те“)                                                  | музика: Иржи Зможек текст: Борис Яничек                                                                                      |
| 20-о                                         | 28 – 31 май       | 1985   | „Златна лира“    | Едита Геперт                         | Jaka róża, taki cierń („Каквато розата, такъв и трънът“)           | музика: Влоджимеж Корч текст: Яцек Циган                                                                                     |
| 20-о                                         | 28 – 31 май       | 1985   | „Сребърна лира“  | Мария Крисчън                        | Our Love („Нашата любов“)                                          | музика и текст: Майкъл Карууд                                                                                                |
| 20-о                                         | 28 – 31 май       | 1985   | „Бронзова лира“  | Мирабела Дауер                       | Bine-ai venit, iubire („Добре дошла, любов“)                       | музика: Темистокле Попа текст: Мирча Блок                                                                                    |
| 21-во                                        | 27 – 30 май       | 1986   | „Златна лира“    | Спайдър Симпсън                      | Bye, Bye („Чао-чао“)                                               | музика и текст: Спайдър Симпсън                                                                                              |
| 21-во                                        | 27 – 30 май       | 1986   | „Сребърна лира“  | Данута Блажейчик                     | Serce nie jest wyspą samotną („Сърцето не е самотен остров“)       | музика: Влоджимеж Корч текст: Войчех Млинарски                                                                               |
| 21-во                                        | 27 – 30 май       | 1986   | „Бронзова лира“  | Алдо Рива                            | Le donne dei marinai („Жените на моряците“)                        | музика: Нини Каручи текст: Джовани Белфиоре                                                                                  |
| 22-ро                                        | 27 – 29 май       | 1987   | „Златна лира“    | Лайма Вайкуле                        | „Вернисаж“                                                         | музика: Раймонд Паулс текст: Иля Резник                                                                                      |
| 22-ро                                        | 27 – 29 май       | 1987   | „Сребърна лира“  | Никол                                | Song for the World („Песен за света“)                              | музика: Ралф Зигел текст: Бернд Майнунгер                                                                                    |
| 22-ро                                        | 27 – 29 май       | 1987   | „Бронзова лира“  | Далибор Янда                         | Kde jsi („Къде си“)                                                | музика: Далибор Янда текст: Ян Крута                                                                                         |
| 23-то                                        | 25 – 27 май       | 1988   | „Златна лира“    | „Алайз“                              | Feeling Blue („Тъжно ми е“)                                        | автори: Мери Лоу, Франк Макнамара, Еймън Гибни, Джери Доновън                                                                |
| 23-то                                        | 25 – 27 май       | 1988   | „Сребърна лира“  | Берцо Балог                          | Farbami dýcha noc („Нощта диша цветове“)                           | музика: Павол Квасай текст: Моника Козелова                                                                                  |
| 23-то                                        | 25 – 27 май       | 1988   | „Бронзова лира“  | Хени Тейсен                          | Save Our Planet („Да спасим планетата си“)                         | |
| 24-то                                        | 9 – 11 юни        | 1989   | „Златна лира“    | Лиан Рос                             | Feel so Good („Толкова ми е хубаво“)                               | музика: Кристоф Лайс-Бендорф, Лерой Скийт, Луис Родригес текст: Кристоф Лайс-Бендорф, Хане Халер, Лерой Скийт, Луис Родригес |
| 24-то                                        | 9 – 11 юни        | 1989   | „Сребърна лира“  | Доркас Кифер                         | Ich hab' Angst („Страх ме е“)                                      | музика: Ралф Зигел текст: Бернд Майнунгер                                                                                    |
| 24-то                                        | 9 – 11 юни        | 1989   | „Бронзова лира“  | „Банкет“                             | Aj ty! („И ти!“)                                                   | музика: Рихард Мюлер текст: Камил Петерай                                                                                    |
| 25-о                                         | 4 – 6 септември   | 1990   | Не се присъждат. | Не се присъждат.                     | Не се присъждат.                                                   | Не се присъждат. |
| 26-о                                         | 4 – 7 септември   | 1991   | Не се присъждат. | Не се присъждат.                     | Не се присъждат.                                                   | Не се присъждат. |
| 27-о                                         | 12 – 14 юни       | 1992   | „Златна лира“    | Марк Андрюс                          | Gone („Няма те“)                                                   | музика и текст: Марк Андрюс                                                                                                  |
| 27-о                                         | 12 – 14 юни       | 1992   | „Сребърна лира“  | „Бад Таймс“                          | The Underground („Под земята“)                                     | |
| 27-о                                         | 12 – 14 юни       | 1992   | „Бронзова лира“  | Валерия                              | The Sky Belongs to Me („Небето ми принадлежи“)                     | музика: Виталий Бондарчук текст: Ричърд Найлс                                                                                |
| 28-о                                         | 10 – 13 юни       | 1993   | Не се присъждат. | Не се присъждат.                     | Не се присъждат.                                                   | Не се присъждат. |
| През 1994 и 1995 г. фестивалът не се състои. |                   |        |                  |                                      |                                                                    | |
| 29-о                                         | 28 и 29 септември | 1996   | „Златна лира“    | Ален Нижетич                         | Jedina („Единствена“)                                              | музика и текст: Ненад Нинчевич                                                                                               |
| 29-о                                         | 28 и 29 септември | 1996   | „Сребърна лира“  | Андреа Сулак                         | Mi lesz velem („Какво става/ще стане с мен“)                       | музика: Габор Балас текст: Анна Бако                                                                                         |
| 29-о                                         | 28 и 29 септември | 1996   | „Бронзова лира“  | Марлена Дроздовска                   | Wołaj („Викай“)                                                    | музика и текст: Марлена Дроздовска                                                                                           |
| 30-о                                         | 5 – 7 юни         | 1997   | „Златна лира“    | Катарина Хаспрова                    | Jedno zbohom („Едно „сбогом“)                                      | музика: Ян Лехотски текст: Камил Петерай                                                                                     |
| 30-о                                         | 5 – 7 юни         | 1997   | „Сребърна лира“  | Катрин Вайгар                        | The Call („Зовът“)                                                 | музика: Пол Абела текст: Реймънд Махоуни                                                                                     |
| 30-о                                         | 5 – 7 юни         | 1997   | „Бронзова лира“  | Марлейн Сахупала                     | Zij („Тя“)                                                         | музика и текст: Г. ван ден Брук                                                                                              |
| 31-во                                        | 26 – 28 юни       | 1998   | „Златна лира“    | Фабрицио Фаниело                     | More Than Just a Game („Повече от просто игра“)                    | музика: Пол Абела текст: Джорджина Абела                                                                                     |
| 31-во                                        | 26 – 28 юни       | 1998   | „Сребърна лира“  | Семино Роси                          | Solo por ti („Само за теб“)                                        | музика и текст: Семино Роси                                                                                                  |
| 31-во                                        | 26 – 28 юни       | 1998   | „Бронзова лира“  | Хелга Коваловска                     | Unikám („Изчезвам“)                                                | музика: Вашо Патейдъл текст: Юрай Совиар                                                                                     |